# Stenoschema angustipenne
Stenoschema angustipenne är en insektsart som beskrevs av Max Beier 1954. Stenoschema angustipenne ingår i släktet Stenoschema och familjen vårtbitare. Inga underarter finns listade i Catalogue of Life.